# Claudia (magazine)
Pour les articles homonymes, voir Claudia.
Claudia est un magazine féminin mensuel brésilien fondé en 1961 et appartenant au groupe de presse Editora Abril. Avec un tirage de 390 000 copies par mois, il est considéré comme le plus important magazine féminin d'Amérique latine.
La féministe brésilienne Carmen da Silva y a animé la chronique A arte de ser mulher (De l'art d'être une femme) pendant 22 années consécutives, de 1963 à 1985. Les sujets abordés dans cette rubrique, comme l'utilisation de la pilule contraceptive, le travail des femmes ou le divorce, étaient pionniers pour l'époque et préfiguraient le discours et les combats du mouvement féministe brésilien futurs.